# هندسة سريرية

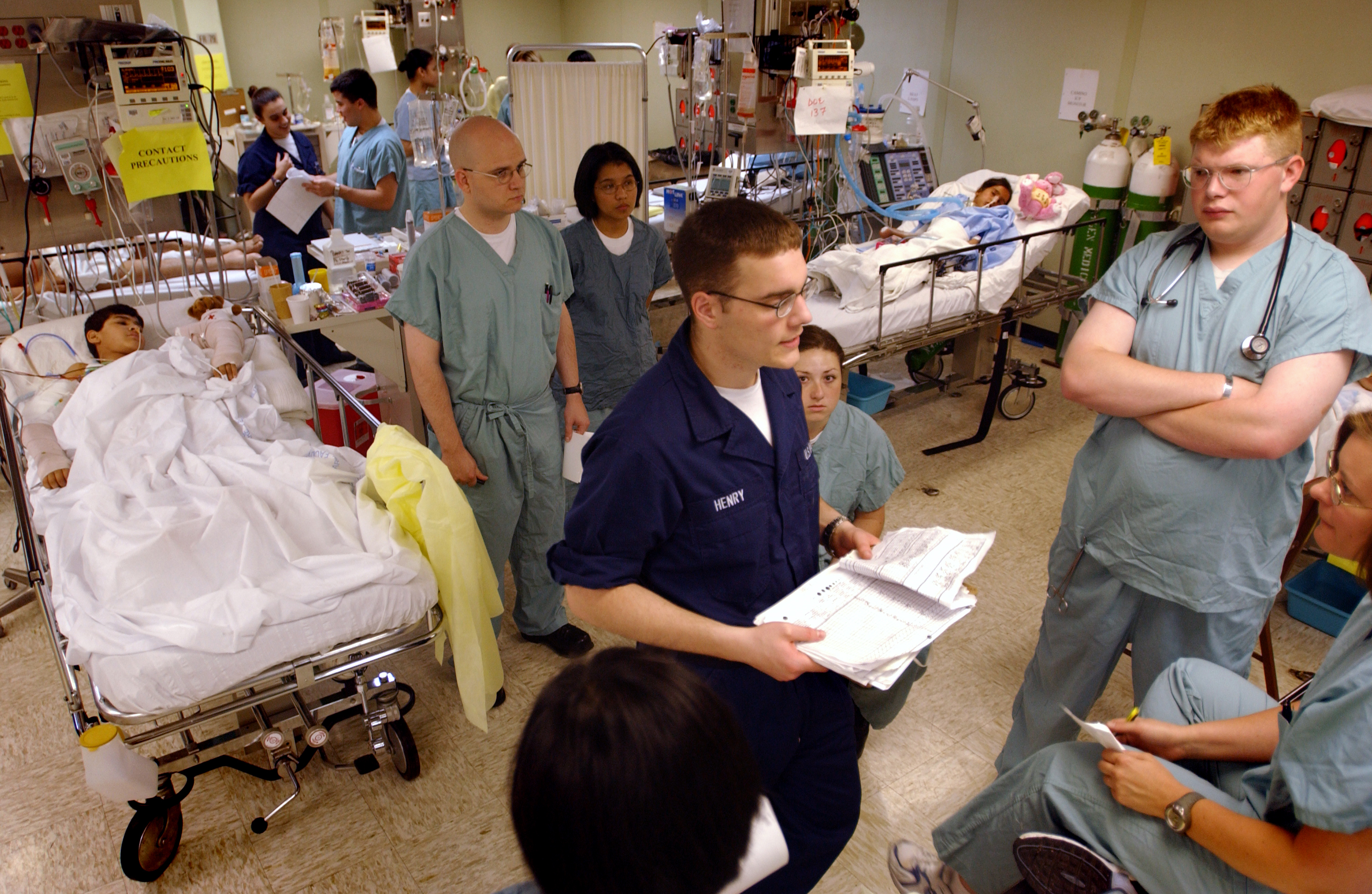
المهندسون السريريون مطلوبون لفهم التكنولوجيا الطبيه الحديثه كما يطلبون للتدريب والتجريب والتصميم في حين يديرون الاعدادات السريريه.

الهندسة السريرية هو تخصص من ضمن الهندسة الطبية الحيوية وهو مسؤول في المقام الأول عن تطبيق وتنفيذ التقنيات الطبية لتحسين الرعاية الصحية. وتشمل أدوار المهندسين السريريين على التدريب والاشراف على فنيي المعدات الطبية الحيوية)BMETs) والعمل مع الجهات التنظيمية والحكومية على عمليات التفتيش ومراجعة الحسابات، والخدمة كمستشار تكنولوجي لموظفي المستشفى الاخرين (الموظفين والإداريين وموظفي تكنولوجيا المعلومات.. الخ). المهندسين السريريين أيضاً ينصحون منتجو الأجهزة الطبية لأجل إدخال التحسينات على التصاميم المستقبلية استناداً إلى التجارب السريرية، فضلاً عن مراقبة التطور الفني للدولة من أجل إعادة التوجية لأنماط الشراء وفقاً لذلك.
اتجه التركيز الأساسي على التنفيذ العملي للتكنولوجيا وذلك للمحافظة على ابقائها متجهه بشكل تدريجي نحو إعادة التصميم وإعادة الترتيب، في المقابل ثورة ال R&D أو الأفكار التي من شأنها ان تكون لها القدرة لسنوات العديدة على التكيف السريري، مع ذلك، هناك محاولة لتمكن المهندسين السريريين للتأثير في مسار الابتكارات الطبية الحيوية. في أدوارها المختلفة، فان الهندسة السريرية تشكل جسراً بين المنتجين والمستخدمين النهائيين، من خلال الجمع بين وجهات النظر لكونها على قرب من نقطة الاستخدام، في حين يتم تدريبهم أيضاً على المنتجات وعملية التصميم، أقسام الهندسة السريرية في المستشفيات الكبيرة لا يتواجد فيها مهندسين طبيين فقط، بل أيضاً مهندسين صناعيين\ أنظمة للمساعدة في عنونة عمليات البحث، والعوامل البشرية، وتحليل التكاليف، والسلامة، الخ.

## التاريخ
في حين أن المصطلح تعود جذوره إلى عام1940، المصطلح الفعلي «الهندسة السريرية» ظهر في عام 1969، وتظهر إشارة صريحة إلى نشر هذا المصطلح في ورقة نشرت عام 1969 من قبل لاندول وكاسيريس، سيزار أ كاسيريس، طبيب قلب، هو بشكل عام أنشأ مع كويننغ مصطلح الهندسة السريرية، بالطبع، الهندسة الطبية لها تاريخ حديث نسبياً أيضا، ُ أول اجتماع حديث للمهندسين المتخصصين في داخل المؤوسسات المعنية للتركيز على أهمية تطبيق الهندسة في الطب كان عام 1948وفقاً للتوافق الذي حصل للهندسة في مجالي الطب والبيولوجيا.
الفكرة العامة لتطبيق الهندسة إلى الطب يمكن ارجاعه قرون. على سبيل المثال، عمل ستيفن هيلز في أوائل القرن ال18 والتي أدى إلى اختراع جهاز التنفس الصناعي واكتشاف ضغط الدم ينطوي بالتأكيد على تطبيق تقنيات الهندسة والطب.
التاريخ الحديث لهذا التخصص الفرعي هو منتظم إلى حد ما. في وقت مبكر من عام 1970، كان يعتقد أن الهندسة السريرية سيتمضن العديد من المهنيين الجدد. التقديرات للمهندسين السريريين في الولايات المتحدة تتراوح بين 5000-8000.
أو خمس إلى عشر مهندسين سريريين لكل 250 الف من السكان، أومهندس سريري واحد لكل 250 سرير بمشفى.
كان تاريخ الاجراءات والاعتماد الرسمي للهندسة السريرية غير مستقر نوعاً ما، تم تشكيل لجنة الشهادة الدولية للمهندسين السريريين (ICC) تحت رعاية جمعية النهوض بالأجهزة الطبية (AAMI) في وقت مبكر من عام 1970, وذلك لتوفير عملية إصدار شهادات رسمية للمهندسين السريريين. وقد تم تشكيل لبرنامج لشهادة مماثلة من قبل المؤسسات الأكاديمية التي تمنح درجات علمية عليا في الهندسة الطبية مثل المجلس الأمريكي للهندسة السريرية (ABCE).. في عام، ABCE 1979 وافق إلى حل، أولئك المعتمدين في إطار برنامجهم تم قبولهم في برنامج شهادة ICC.
وبحلول عام 1985، 350 مهندس سريري فقط أصبحو معتمدين، وأخيراً في عام 1999 ال (AAMI) وبعد محاولات مطولة ومسح لتحليل 1998 دل على أنه لا توجد هناك سوق رائجة لبرنامج شهادتهم مما تقرر تعليق الدريس في هذه الشهادة، ولاحقاً لم تعد تقبل أي طلبات جديدة فيها ابتداءً من يوليو 1999.
حالياً، بدأ البرنامج الجديد لشهادة الهندسة السريرية (CCE) في عام 2002 تحت رعاية الكلية الأمريكية للهندسة السريرية (ACCE) ويدار من قبل مؤسسة ACCE للرعاية الصحية والتكنولوجيا، في عام 2004، الدليل الوحيد على أن عملية تصديق الشهادات قائمة، تم منح 112 شهادة الأفراد على أساس الشهادات لicc السابقة، وحصل ثلاثة أشخاص على شهادة جديدة، وبحلول موعد النشر لتقرير السنوي ل AHTF في عام 2006-2007، أدرجت ما مجموعه 147 مهندس سريري حاصلين على شهادة HTF.

## اسم جديد للمهنة
في عام 2011 رتبت AAMI اجتماعاً لاعطاء اسم جديد للهندسة السريرية أو/و تكنولوجيا المعدات الطبية الحيوية، بعد مناقشات متأنية، قررت الغالبية العظمى حول«إدارة الرعاية الصحية التكنولوجية»، ويرجع ذلك إلى الخلط في الخط الفاصل بين المهندسين السريريين والفنيين، واعتبر مصطلح الهندسة كلمة تحد من من وجهة نظر المسؤول وغير قابلة للتطبيق من وجهة النظر التعليمية، (ومن وجهة نظر ال ABET الجهة المانحة للشهادة لا يمكنها اطلاق لقب الهندسة على برنامجها). أيضاً يقتصر لقب السريرية على المستشفيات. أيضاً لم يتم حل كيفية سيكون هذا التغيير بشكل واسع، وكيف أن هذا سيؤثر على شهادة الهندسة السريرية (CCE) أو الاعتراف الرسمي الهندسة السريرية كمجموعة فرعية الهندسة الطبية. لأسباب تنظيمية ولأسباب التراخيص يجب أن تكون التخصصات الهندسية معرفة بطريقة يمكن من خلالها تمييزها عن الفنيين الذين يعملون معهم.

## التعريف
يعرف المهندس السريري من قبل ACCE ب «الشخص الذي يدعم ويطور رعاية المرضى عن طريق تطبيق المهارات الهندسية والإدارية في الرعاية الصحية التكنولوجية»، اعتمد هذا التعريف لأول مرة من قبل مجلس إدارة ACCE بتاريخ 13 مايو 1991. أيضاً الهندسة السريرية يتم تنظيمها من قبل جمعية الهندسة الطبية الحيوية. باعتبارها فرعاً في الهندسة الطبية الحيوية.
هناك اثنين على الأقل من القضايا التي تسبب الارتباك من تعريف ال ACCE.أولاً ان التعريف تمت صياغته بطريقه واسعه بحيث أن الهندسة السريرية هي فرع من الهندسة الطبية الحيوية. وفي بعض الأحيان يتم استخدام المصطلحات بالتبادل: بعض المستشفيات تضع للهندسة السريرية قسم خاص تحت مسمى قسم الهندسة السريرية وأخرى تربطهم بقسم الهندسة الطبية الحيوية بالمستشفى. في الواقع، وكما ذكر سابقاً، يشار للفنيين في جميع العالم بفنيي الأجهزة الطبية، بغض النظر عن اسم الدائرة التي يمكن أن يعملو تحتها. ومع ذلك، يعتقد أن مصطلح المهندس الطبي الحيوي شامل أكثر، بما في ذلك المهندسين الذين يعملون في تصميم وتصنيع الأجهزة الطبية الحيوية، أو في المجالات الأكاديمية أو في مجال ال R&D، في حين أن المهندس السريري يعمل عادة على حل المشكلات التي تكون بقرب كبير من المعدات التي تستخدم في العناية بالمرضى. المهندسون السريريون في بعض البلدان مثل الهند مدربون على الابتكار وايجاد الحلول التكنولوجية لتلبية الاحتياجات السريرية.هناك قضية أخرى لما تكن واضحة لدى تعريف ACCE وهي الخلفية التعليمية التي يجب أن تكون لدى المهندس السريري.عموماً، المتوقع للتسجيل بالبرنامج هو التقدم بالطلب للحصول على شهادة الهندسة السريرية وكمهندس سريري ويكون حاصل على شهادة معتمدة في الهندسة (أو على الأقل التكنولوجيا الهندسية)

## المستقبل
إدارة تكنولوجيا الرعاية الصحية تزداد تعقيدا. يتم فحص العوامل والفرص المعروضة في مستقبل الهندسة السريرية، التي نشرت في مجلة جمعية مهندسي الكهرباء والإلكترونيات هيئات إدارة الانتخابات في عام 2003.

## برنامج الدراسة
جامعة كونتيكت تقدم سنتين برنامج تدريب للمتقدمين للحصول على شهادة الهندسة السريرية حيث يعمل الطلاب كمهندسين سريريين خلال الفترة في فصلي الربيع والخريف بالإضافة لفصل دراسي في مستشفى نيو انغلاند. ويتم حضور الدروس للهندسة السريرية في جميع الفصول الدراسية وتغطي المواضيع الأساسية في ميدان الهندسة السريرية.

## المتطلبات اللازمة
ليكون الشخص مؤهلاً للحصول على شهادة الهندسة السريرية (CCE) يجب أن يكون لدية أوراق اعتماد المهنية أو المتطلبات التعليمية اللازمة (شهادة الهندسة أو التكنولوجيا الهندسية) ويجب أن يكون لديهم خبرة محددة بالاضافه لاجتياز فحص. امتحان الحصول على الشهادة في الهندسة السريرية يتضمن امتحان كتابي لا يتجاوز 150 سؤلا من الأسئلة الموضوعية من أسئلة الاختيار المتعدد ومدة الاختبار ثلاث ساعات، وامتحان شفوي منفصل. تعطى أهمية خاصة للمتقدمين للحصول على شهادة CCE والتي تم ترخيصها كما هو مسجل ب المنهدسين المتخصصين والتي لديها متطلبات واسعة النطاق، بما في ذلك شهادة في الهندسة المعتمدة وخبرة هندسية.

## الهندسة السريرية في الهند
أصبحت الرعاية الصحية على نحو متزايد تكنولوجيا مدفوعة وتتطلب قوى عاملة مدربة لموكبة الطلب المتزايد على هذا المجال. وقد تم استحداث منهاج تكنولوجيا_م في الهندسة السريرية في معهد مادراس الهندي للتكنولوجيا، تريفاندوم وكلية الطب المسيحية، فيلور (CMC)، لتناول احتياجات البلاد من تنمية الموارد البشرية، وذا أيضاً يهدف إلى تطوير الأجهزة الطبية الحيوية كتكنولوجيا للإدارة، وبالتالي المساهمة في التنمية الشاملة في تقديم الرعاية الصحية في البلاد.
وخلال البرنامج الدراسي، طلاب الهندسة يتم تدريسهم عدة مساقات كمساقات كالبيولوجيا والطب واعطائهم خلفية إلكترونية بالإضافة إلى الممارسات السريرية وتطوير الأجهزة بالإضافة ل الجوانب الإدارية، بالضافة لذلك، يتم اقران الطلاب مع الأطباء السريريين من CMC و SCTIMST
للحصول على الخبرة اللازمة خلال التدريب العملي. جانب هام من هاذ التدريب هو في وقت واحد وعلى وقت طويل وبشكل تفصيلي لبيئة سريرية بالإضافة إلى النشاط اللازم في تطوير الأجهزة الطبية، وهذا يساعد على فهم الطلاب لعملية تحديد الاحتياجات السريرية التي لم تتم تلبيتها. وبالتالي المساهمة في تطوير الأجهزة الطبية في البلاد، ومن المزايا لهذا البرنامج هو المرافق السريري الذي يعرض الطلاب على البيئة السريرية، البرنامج أيضاً يساعد المهندسين للإدارة وضمان الاستخدام الأمن للتكنولوجيا في أماكن تقديم الرعاية الصحية.
الحد الأدنى من الانضمام لهذا البرنامج هو الحصول على أي شهادة من تخصصات الهندسة باستثناء الهندسة المدنية ودرجة GATE صالحة في هذا المجال.

## قراءة متقدمة
- Bronzino, Joseph D. (أبريل 2006). The Biomedical Engineering Handbook, Third Edition. [CRC Press]. ISBN:978-0-8493-2124-5. مؤرشف من الأصل في 2015-02-24.
- Villafane, Carlos, CBET. (يونيو 2009). Biomed: From the Student's Perspective, First Edition. [Techniciansfriend.com]. ISBN:978-1-61539-663-4. مؤرشف من الأصل في 2019-12-15.{{استشهاد بكتاب}}:  صيانة الاستشهاد: أسماء متعددة: قائمة المؤلفين (link)
- Information related to biomedical engineering.
- Medical engineering stories in the news

## روابط خارجية
- Clinical Engineering Consultants, Inc.
- EBME Biomedical & Clinical Engineering
- American College of Clinical Engineering
- ACCE Healthcare Technology Foundation
- Association for the Advancement of Medical Instrumentation
- Bay Area Association of Medical Instrumentation "BAAMI", Tampa, FL
- The Canadian Medical and Biological Engineering Society (CMBES)
- META - Medical Equipment & Technology Association
- Clinical Engineering Handbook
- Journal of Clinical Engineering